# Hammar, Kungälvs kommun
Hammar är en bebyggelse i Solberga socken i Kungälvs kommun i Västra Götalands län. Bebyggelsen i södra delen och öster om E6an avgränsades före 2015 till en småort med detta namn. Från 2015 till 2023 räknade området till tätorten Kode för att 2023 åter klassas som separat småort.